# Romantically Challenged
Romantically Challenged est une série télévisée américaine en sept épisodes de 22 minutes créée par Ricky Blitt dont quatre épisodes ont été diffusés entre le 19 avril et le 17 mai 2010 sur le réseau ABC.
Cette série est inédite dans tous les pays francophones.

## Synopsis
Rebecca Thomas, une avocate et mère célibataire récemment divorcée qui vit à Pittsburgh et qui n'a pas eu de rendez-vous galant « depuis que Bill Clinton était président ». La série tourne autour de ses histoires de cœur ainsi que celles de deux de ses amis et de sa sœur tout en s'occupant d'un ado en pleine puberté...

## Distribution
- Alyssa Milano : Rebecca Thomas
- Kyle Bornheimer : Perry Gill
- Josh Lawson : Shawn Goldwater
- Kelly Stables : Lisa Thomas
- Israel Broussard : Justin Thomas (2 épisodes)

## Épisodes
1. Titre français inconnu (Don't Be Yourself)
2. Titre français inconnu (The Charade)
3. Titre français inconnu (Perry and Rebecca's High School Reunion)
4. Titre français inconnu (Rebecca's One Night Stand)
5. Titre français inconnu (Perry Dates His Assistant) (non diffusé)
6. Titre français inconnu (Hey Now Hey Now Perry's Girlfriend's Back) (non diffusé)
7. Titre français inconnu (Rebecca's Spunky Little Sister) (non diffusé)

## Commentaires
- La série était initialement nommée Threesome puis Single with Bagage avant d'adopter son titre actuel.
- Dans le pilote original non-diffusé, la série suit Shawn (alors interprété par Eric Christian Olsen) et sa vie amoureuse avec Rebecca (Alyssa Milano) qui a deux enfants, entouré de sa meilleure amie, Lisa et du meilleur-ami de Shawn, Perry.
- Le personnage de Kelly Stables se transforme alors de meilleur ami à sœur de Rebecca et Josh Lawson remplace Eric Christian Olsen. La fille de Rebecca disparaît également.
- Initialement commandé pour 13 épisodes, la chaîne réduit la commande à 7 épisodes.
- ABC annule la série le 14 mai 2010[2].